# 48424 Souchay
48424 Souchay este un asteroid din centura principală de asteroizi.

## Descriere
48424 Souchay este un asteroid din centura principală de asteroizi. A fost descoperit pe 5 decembrie 1988 la Kiso de Tsuko Nakamura. El prezintă o orbită caracterizată de o semiaxă mare de 2,88 ua, o excentricitate de 0,06 și o înclinație de 1,6° în raport cu ecliptica.